# Діоскорид
Педаній Діоскорид (лат. Pedánius Dioscorídes, грец. Πεδάνιος Διοσκορίδης); близько 40 н. е., Аназарб, Мала Азія — близько 90) — давньоримський військовий лікар грецького походження, фармаколог і натураліст, один із засновників ботаніки.

## Біографічні відомості

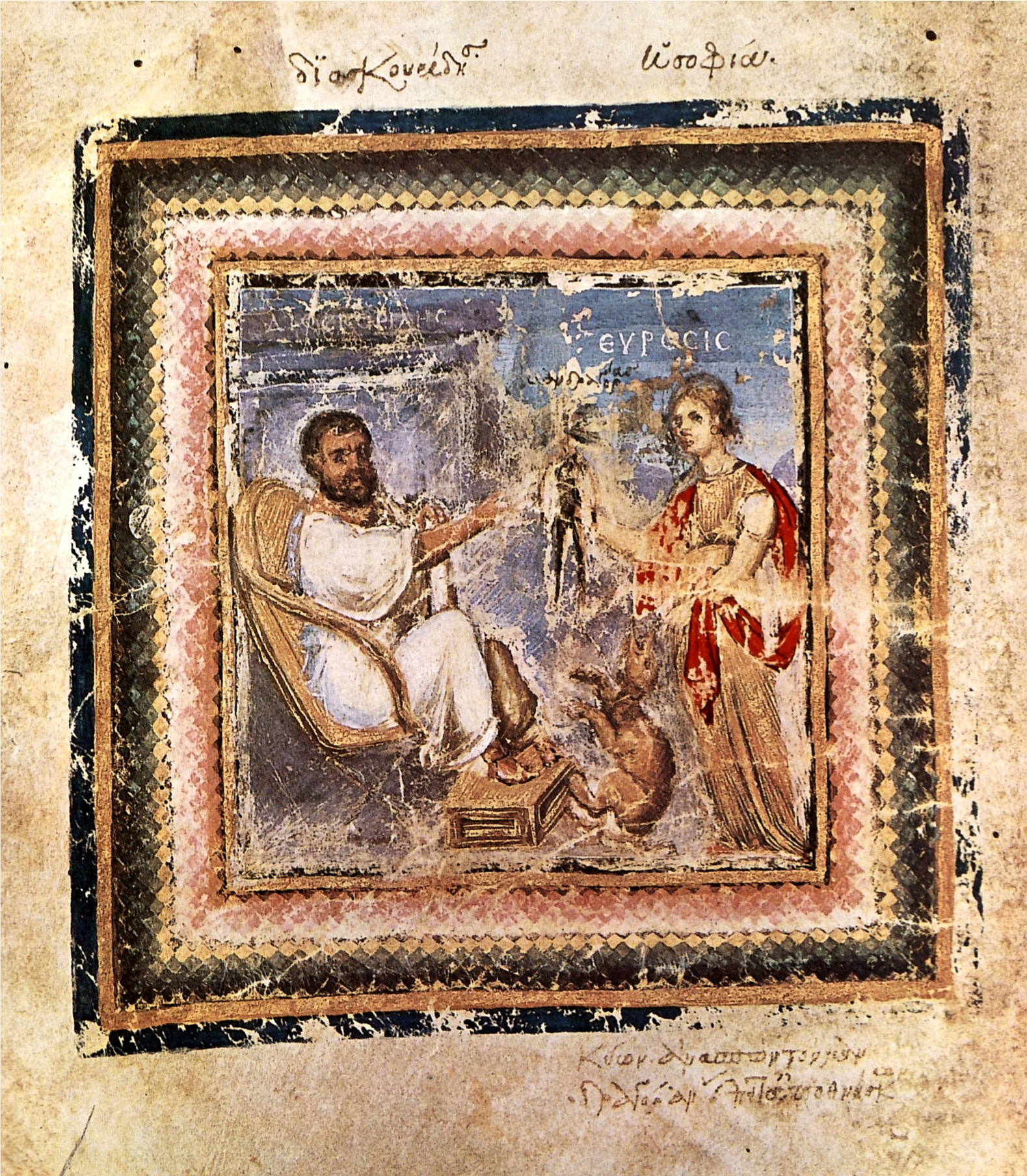
Діоскорид сидить і пише, ілюстрація з Віденського Діоскориду

Грек за походженням, Діоскорид багато мандрував разом з римською армією при імператорові Нероні, займаючись військовою медициною, колекціонуванням і визначенням рослин.
Діоскорид згадується у Галена і Плінія. Основна робота Діоскорида — «Про лікарські речовини» (лат. De materia medica) містить опис 1000 різних медичних препаратів і 600 рослин, розбитих на 4 групи: духмяні рослини, харчові, медичні та виноробні. У середні віки «De materia medica» вважалася основним джерелом з ботаніки та фармакології. Багато назв рослин, які використовуються й сьогодні, були дані Діоскоридом.
На відміну від багатьох античних авторів праці Діоскорида не потребували повторного «відкриття» в епоху ренесансу, оскільки ніколи не зникали з кола професійного інтересу. Упродовж 1500 років вони неодноразово переписувалися з додаванням ілюстрацій, коментарів, вставок з арабських та індійських джерел. Багато з таких манускриптів, найранні з яких відносяться до V — VII віків нашої ери, збереглися до наших днів.
Найвідоміший з них — Віденський Діоскорид (створений на початку VI століття для Аникії Юліани), що зберігається в Австрійській національній бібліотеці. Завдяки 435 ретельно виконаним малюнкам рослин і тварин, Віденський Діоскорид представляє не лише наукову, але і художню пам'ятку, зразок візантійського стилю.
На честь Діоскорида названі такі рослини: діоскорея (Dioscorea L.) з родини Діоскорейні, діоскореофіллум (Dioscoreophyllum Engl.) з родини Menispermaceae, діоскоридея (Dioscoridea Bronner) з родини виноградних.